# Нидерландские Антильские острова на зимних Олимпийских играх 1992
Нидерландские Антильские острова принимали участие в Зимних Олимпийских играх 1992 года в Альбертвиле (Франция) во второй раз за свою историю, но не завоевали ни одной медали. Эта Олимпиада стала последними зимними Играми в истории сборной Антильских островов.

## Результаты

### Бобслей
| Экипаж                        | Дисциплина | 1 заезд | 1 заезд | 2 заезд | 2 заезд | 3 заезд | 3 заезд | 4 заезд | 4 заезд | Общее   | Общее |
| Экипаж                        | Дисциплина | Время   | Место   | Время   | Место   | Время   | Место   | Время   | Место   | Время   | Место |
| ----------------------------- | ---------- | ------- | ------- | ------- | ------- | ------- | ------- | ------- | ------- | ------- | ----- |
| Барт Карпентер Дадли ден Дулк | Двойки     | 1:02.97 | 38      | 1:03.26 | 36      | 1:03.40 | 37      | 1:03.46 | 39      | 4:13.09 | 37    |